# Rockville, Maryland
Rockville este sediul comitatului Montgomery din statul american Maryland.  Conform estimării din anul 2005 efectuate de Biroul de recensământ al Statelor Unite ale Americii, orașul avea o populație totală de 57.402, fiind cel de-al patrulea oraș ca mărime a populației din Maryland.